# Aéroport de Merritt
L'aéroport de Merritt est un aéroport situé en Colombie-Britannique, au Canada.